# Jackson Richardson
Jackson Richardson (Saint-Pierre (Réunion), 14 juni 1969) is een voormalig Frans handballer en handbaltrainer.
Hij was viermaal lid van het Frans Olympisch team, in Barcelona 1992 (brons), Atlanta 1996 (4e), Sydney 2000 (6e) en Athene 2004 (5e). Het team behaalde in Barcelona 1992 een bronzen medaille.
Hij werd met het Franse nationale team wereldkampioen handbal mannen in 1995 en 2001 maar het team met zijn aanwezigheid werd ook nog eenmaal tweede (in 1993) en driemaal derde (in 1997, 2003 en 2005), en werd zelf in 1995 gekozen als IHF wereldhandbalspeler van het jaar en als beste speler van de eindronde van het wereldkampioenschap in 1990 en 1995.
 Veselin Vujović (1988) ·
 Kang Jae-won (1989) ·
 Magnus Wislander (1990) ·
 Talant Duyshebaev (1994) ·
 Jackson Richardson (1995) ·
 Talant Duyshebaev (1996) ·
 Stéphane Stoecklin (1997) ·
 Daniel Stephan (1998) ·
 Rafael Guijosa (1999) ·
 Dragan Škrbić (2000) ·
 Yoon Kyung-shin (2001) ·
 Bertrand Gille (2002) ·
 Ivano Balić (2003) ·
 Henning Fritz (2004) ·
 Árpád Sterbik (2005) ·
 Ivano Balić (2006) ·
 Nikola Karabatić (2007) ·
 Thierry Omeyer (2008) ·
 Sławomir Szmal (2009) ·
 Filip Jícha (2010) ·
 Mikkel Hansen (2011) ·
 Daniel Narcisse (2012) ·
 Domagoj Duvnjak (2013) ·
 Nikola Karabatić (2014) ·
 Mikkel Hansen (2015) ·
 Nikola Karabatić (2016) ·
 Mikkel Hansen (2018) ·
 Niklas Landin Jacobsen] (2019) ·
 Niklas Landin Jacobsen] (2021)
- Bibliothèque nationale de France: cb137377450 (data)
- International Standard Name Identifier: 0000 0000 5191 3206
- Library of Congress Control Number: no2007090541
- Système universitaire de documentation: 067127452
- Virtual International Authority File: 69107753
- WorldCat: E39PBJcR9CDgQfk9VQbwkrgqcP